# Kjell Lundberg

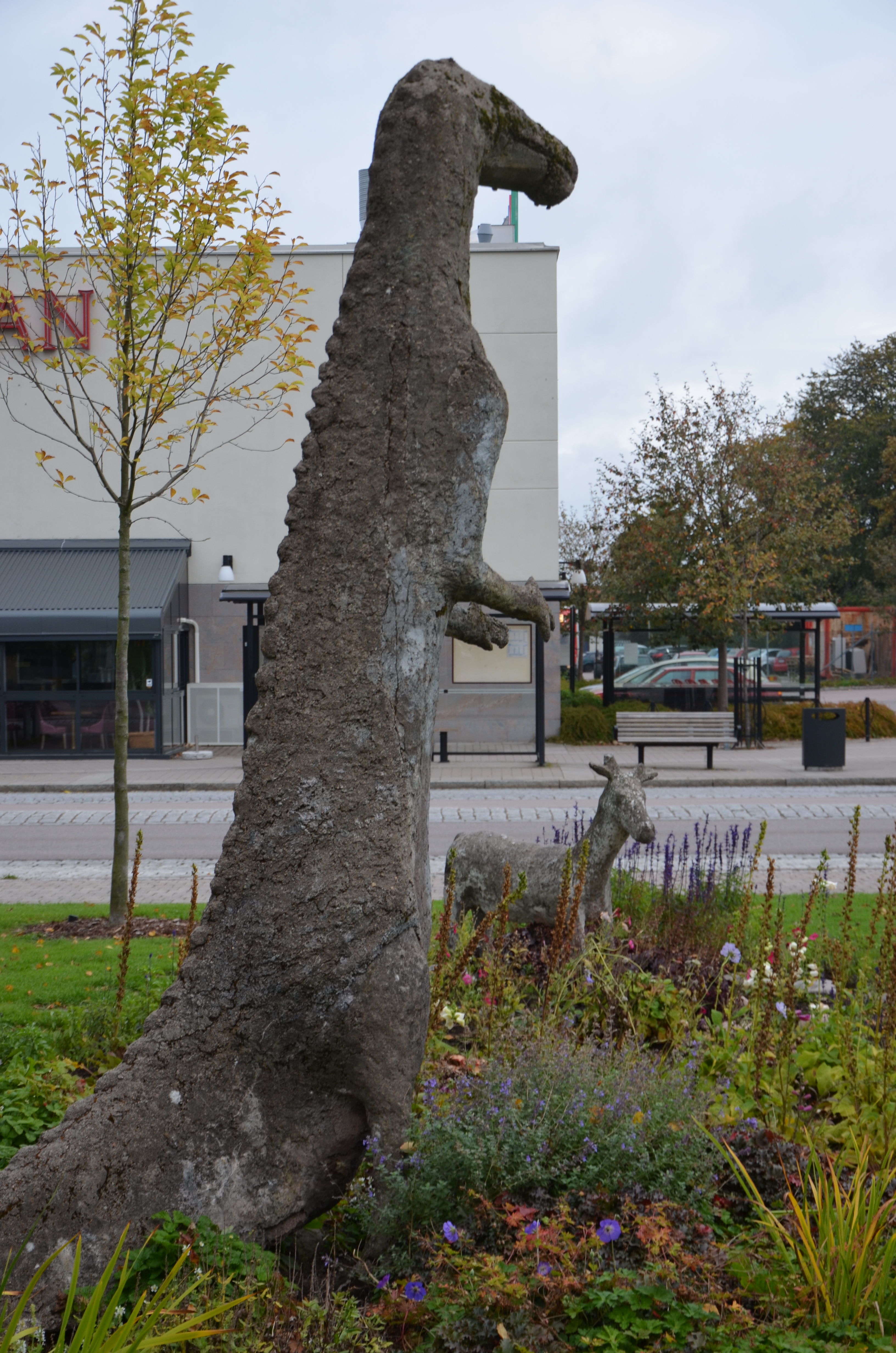
Växtätande dinosaurie och Geten (Gasellen) i Kungsbacka

Kjell Vilhelm Lundberg, född 14 november 1911 i Skultuna, död 20 september 1990 i Örgryte församling, var en svensk bildkonstnär.
Kjell Lundberg var son till järnverksarbetaren Gustaf Vilhelm och Ida Vilhelmina Lundberg växte upp i ett småbrukarhem i Täkten utanför Surahammar som det tredje barnet i en syskonskara på sju. Fadern dog tidigt. Han arbetade först på stålverket och utbildade sig därefter ett par år i musik i Linköping, men övergick till bildkonst. Han var elev till Leoo Verde och Rolf Trolle i Linköping och studerade därefter på Valands konstskola i Göteborg 1948–1953. Han gjorde studieresor till Frankrike, Storbritannien och Italien.
Han gifte sig på 1960-talet med sjuksköterskan Birgit Alriksson (död augusti 1965) och köpte ett sommarboställe i Idala i norra Halland. Efter att tidigare framför allt gjort teckningar och akvareller, började han på 1970-talet också göra skulpturer, först i trä och senare i betong. Han byggde för privat bruk upp en samling på ett tjugotal skulpturer av djur och människor på en sluttning vid sitt hus i Idala. Lundberg finns representerad vid Göteborgs konstmuseum  och Hallands konstmuseum.
Kjell Lundberg var god vän med Linköpingskonstnären Alf Gustavsson. Makarna Lundberg är begravda på Kvibergs kyrkogård i Göteborg.

## Offentlig konst i urval
- Växtätande dinosaurie, betong, utanför Kulturhuset Fyren i Kungsbacka
- Geten (Gasellen), betong, utanför Kulturhuset Fyren i Kungsbacka
- Köttätande dinosaurie, betong, Psykologiska institutionen vid Göteborgs universitet
- Sittande gorilla, betong, Lundbergs laboratorium, Medicinarberget i Göteborg
- Björninna, betong, Skogome kriminalvårdsanstalt i Göteborg
- Sittande apa, betong, Barnkliniken, Östra sjukhuset i Göteborg